# Sarah Egglestone
Sarah Egglestone est une chanteuse australienne, membre du groupe ATC.

## Biographie
Née le 4 avril 1975 à Melbourne, Australie, dans une famille de musiciens, elle a grandi près du National Park, à côté de ces koalas et de ces kangourous qui font la réputation de l'Australie. Attirée par la danse, puis par le chant, à la fin du lycée, son rêve est de faire une tournée. Elle se lance dans le théâtre musical (Chorus Line, Cats) et dans d'autres domaines, non seulement en Australie mais aussi en Angleterre, et en Allemagne. C'est d'ailleurs là-bas, en 1998, à Hambourg, qu'elle rencontrera Tracey, Joseph et Livio, pour former le groupe ATC.